# 4-三氟甲基亚苄基丙二腈
4-三氟甲基亚苄基丙二腈是一种有机化合物，化学式为C11H5F3N2。它可由4-三氟甲基苯甲醛和丙二腈在水中反应得到。

## 反应
4-三氟甲基亚苄基丙二腈和異丙苯氫過氧化物在催化下于三氟甲苯中反应，可以得到1-(4-三氟甲基苯基)-2,2-二氰基环氧乙烷。